# Eerste Toog
De Eerste Toog is een jaarmarkt in de Belgische plaats Geraardsbergen. Het evenement vindt altijd plaats op de eerste maandag in maart.
Sinds 1757 kende Geraardsbergen drie toogdagen. Deze vonden plaats op de eerste maandag van de maanden februari, maart en april. In 1818 verplaatste koning Willem I de toogdagen naar maart, april en mei. Die laatste twee maanden vielen in de loop van de 19e eeuw af. Hierdoor bleef alleen de Eerste Toog, die van maart, over.